# Pokopališče ladij Skuldelev
Ladje Skuldelev je pet originalnih vikinških ladij, najdenih na vodni poti Peberrenden pri Skuldelevu, ok. 20 km severno od Roskilde na Danskem. Leta 1962 so ostanke potopljenih ladij izkopali v štirih mesecih. Najdeni kosi sestavljajo pet tipov vikinških ladij in so vsi datirani v 11. stoletje. Menijo, da so bile zgodnja oblika potopljenih ladij, tj. ladij, ki so jih potopili, da bi preprečili morebitne vdore z morja. Številčenje ladij je rahlo zmedeno, saj so ostanke, ko so jih izkopali, domnevali, da obsegajo šest ladij, a potem ko so kasneje odkrili, da sta Skuldelev 2 in Skuldelev 4 del ene ladje, je bilo odločeno, da se oštevilčenja ne spremeni.
Skupaj je pet ladij Skuldelev dober vir informacij o ladjedelniški tradiciji pozne vikinške dobe in so zdaj razstavljene v Muzeju vikinških ladij v Roskildu. Muzej je izdelal natančne rekonstrukcije vseh petih prvotnih ladij Skuldelev; nekatere izmed njih so rekonstruirale tudi druge skupine po vsem svetu.

## Skuldelev 1
Skuldelev 1 je bilo robustno morsko tovorno plovilo, verjetno tipa knarr. Dolga je 16 m in široka 4,8 m in bi imela ugrez 1 m s posadko od 6 do 8. Ladja je bila zgrajena v Sognefjordnu na zahodu Norveške okoli leta 1030 našega štetja iz debelih borovih desk, vendar je bila večkrat popravljena s hrastovim in lipovim lesom med njeno življenjsko dobo v fjordu Oslo in na vzhodnem Danskem. Z jadrom velikosti približno 90 kvadratnih metrov in le 2-4 vesli bi Skuldelev 1 lahko plul po Baltskem morju, Severnem morju in Severnem Atlantskem oceanu z največjo hitrostjo 13 vozlov (24 km/h). Ohranjenih je bilo približno 60 % originalne ladje.
Muzej vikinških ladij Roskilde je ladjo Skuldelev 1 razstavil kot vikinško ladjo Ottar in je na ogled v Muzejskem pristanu.
| Datacija:          | ok. 1030           |
| Kraj gradnje:      | Zahodna Norveška   |
| Ohranjeno:         | 60 %               |
| Material:          | Bor, hrast in lipa |
| Dolžina:           | 15,84 m            |
| Širina:            | 4,8 m              |
| Ugrez:             | 1 m                |
| Prostornina:       | 20 ton             |
| Število vesel:     | 2-4                |
| Posadka:           | 6-8 mož            |
| Površina jadra:    | 90 m²              |
| Povprečna hitrost: | 5-7 vozlov         |
| Največja hitrost:  | ok. 13 vozlov      |

## Skuldelev 2
Skuldelev 2 je vojaška ladja, zgrajena iz hrastovine. To je dolga ladja, verjetno tipa skeid.
Dolga je približno 30 m in široka 3,8 m ter bi imela ugrez le 1 m z največjo posadko 70-80. Dendrokronologija je pokazala, da je bila ladja zgrajena na območju Dublina okoli leta 1042. Oblika ladje in njeno veliko jadro, ocenjeno na 112 m², bi omogočala veliko hitrost, do 15 vozlov (28 km/h) s 60-člansko in več veslaško posadko pod jadri. Je ena najdaljših vikinških ladij, kar jih je bilo najdenih, vendar je bila najmanj ohranjena od ladij Skuldelev, saj je ostalo le 25 % prvotne.
Muzej vikinških ladij Roskilde je upravljal 1,34 milijona evrov vreden projekt replikacije Skuldeleva 2, znanega kot Morski žrebec iz Glendalougha (v danščini Havhingsten). Projekt je potekal od avgusta 2000 do septembra 2004 in je skupno obsegal skoraj 40.000 ur dela. Poleti 2007 je Sea Stallion odplul iz Roskilda v Dublin in prispel 14. avgusta. Ladja je bila razstavljena v Dublinu do poletja 2008, nato pa je odplula nazaj v Roskilde in prispela 9. avgusta.
| Datacija:          | ok. 1042      |
| Kraj gradnje:      | Dublin, Irska |
| Ohranjeno:         | ok. 25 %      |
| Material:          | hrast         |
| Dolžina:           | ok. 30 m      |
| Širina:            | 4,8 m         |
| Ugrez:             | 1 m           |
| Prostornina:       | 26 ton        |
| Število vesel:     | 60            |
| Posadka:           | 65-70 mož     |
| Površina jadra:    | 112 m²        |
| Povprečna hitrost: | 6-8 vozlov    |
| Največja hitrost:  | 13-17 vozlov  |

## Skuldelev 3
Skuldelev 3 je 14 m dolga in 3,3 m široka tovorna ladja, verjetno tipa byrding. Izdelana je iz hrastovine, z nosilnostjo 4-5 ton in ugrezom le 0,9 m. Zgrajena je bila okoli leta 1040 nekje na Danskem. S 5-8 člani posadke in 45 m² jadra kot glavne moči bi bil Skuldelev 3 zelo primeren za krajša potovanja v danskih vodah in Baltskem morju.
Lahko bi dosegel največjo hitrost ok. 10 vozlov (19 km/h). Skuldelev 3 je najbolje ohranjena ladja Skuldelev, saj je ostalo 75 % izvirnika.
Muzej vikinških ladij Roskilde je razstavil Skuldelev 3 kot repliko vikinške ladje Roar Ege.
| Datacija:          | ok. 1040    |
| Kraj gradnje:      | Danska      |
| Ohranjeno:         | ok. 75 %    |
| Material:          | hrast       |
| Dolžina:           | 14 m        |
| Širina:            | 3,3 m       |
| Ugrez:             | 0,9 m       |
| Prostornina:       | 9,6 ton     |
| Zmogljivost tovora | 4,6 ton     |
| Število vesel:     | 5           |
| Posadka:           | 5-8 mož     |
| Površina jadra:    | 45 m²       |
| Povprečna hitrost: | 4-5 vozlov  |
| Največja hitrost:  | 8-10 vozlov |

## Skuldelev 5
Skuldelev 5 je majhna vojaška ladja tipa snekkja.
Dolga je 17,3 m in široka 2,5 m in bi imela ugrez 0,6 m s približno 30-člansko posadko. Izdelana je iz mešanice vrst lesa hrasta, bora, jesena in jelše, zgrajena pa je bila okoli leta 1030 v območju Roskilde. Ladja je bila namensko zgrajena za plovbo v plitvih danskih vodah in Baltskem morju. Zgornje deske so opremljene z luknjami za zaščitne trakove. Z ocenjenim jadrom 46 m² je povprečna hitrost plovila po izračunih znašala 6 do 7 vozlov (13 km/h), največja hitrost pa približno 15 vozlov (28 km/h). Ohranjenega je približno 50 % izvirnika.
Muzej vikinških ladij Roskilde je razstavil Skuldelev 5 kot repliko Helge Ask. To pa ni edina replika Skuldeleva 5, prva je bila Sebbe Als, zgrajena leta 1969 v Augustenborgu, prav tako na Danskem. Sebbe Als lahko samo na vesla doseže hitrost 5 vozlov (9 km/h), pod jadri pa 12 vozlov (22 km/h).
| Datacija:          | ok. 1030                 |
| Kraj gradnje:      | Danska                   |
| Ohranjeno:         | ok. 50 %                 |
| Material:          | hrast, bor, jesen, jelša |
| Dolžina:           | 17,3 m                   |
| Širina:            | 2,5 m                    |
| Ugrez:             | 0,6 m                    |
| Prostornina:       | 7,8 ton                  |
| Število vesel:     | 26                       |
| Posadka:           | 30 mož                   |
| Površina jadra:    | 42 m²                    |
| Povprečna hitrost: | 6-7 vozlov               |
| Največja hitrost:  | 15 vozlov                |

## Skuldelev 6
Skuldelev 6 je 11,2 m dolgo in 2,5 m široko plovilo neznanega namena (verjetno ribiško naravnano), opremljeno z vesli in jadrom.
Imelo je dobro nosilnost, z ugrezom 0,5 m in je bilo verjetno zgrajeno za ribolov. Tako kot Skuldelev 1 je bil Skuldelev 6 zgrajen v Sognefjordnu na zahodu Norveške okoli leta 1030, večinoma iz bora. Imelo bi 5-15 članov posadke. Med svojo življenjsko dobo je bila ladja nekoliko predelana, verjetno za uporabo kot obalna tovorna ladja. V tem stanju bi bil znan kot Ferje, splošen izraz za manjša tovorna plovila. Približno 70 % prvotne ladje je preživelo.
Muzej vikinških ladij Roskilde je leta 1998 razstavil Skuldelev 6 kot Kraka Fyr. Leta 2010 je muzej prvotno ladjo znova posnel kot Skjoldungen. Čeprav ostaja zvest prvotnim ostankom, ima Skjoldungen drugačno interpretacijo oblikovanja premca in krme.
| Datacija:          | ok. 1030            |
| Kraj gradnje:      | Norveška            |
| Ohranjeno:         | ok. 70 %            |
| Material:          | Bor, breza in hrast |
| Dolžina:           | 11,2 m              |
| Širina:            | 2,5 m               |
| Ugrez:             | 0,5 m               |
| Prostornina:       | 3 ton               |
| Število vesel:     | 14                  |
| Posadka:           | ok. 5-15 mož        |
| Površina jadra:    | 26,5 m²             |
| Povprečna hitrost: | 4-5 vozlov          |
| Največja hitrost:  | 9-12 vozlov         |